# Charge-Transfer-Komplexe

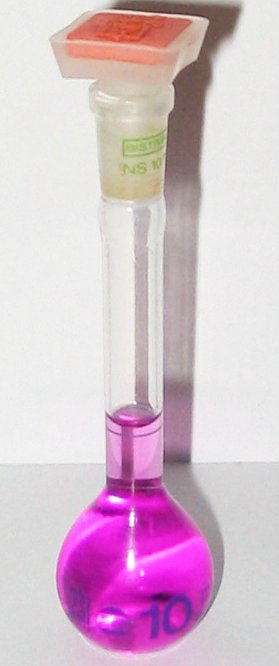
Das Permanganation ist das typische Beispiel einer Verbindung, deren intensive Farbe durch einen Charge-Transfer-Übergang hervorgerufen wird

Charge-Transfer-Komplexe (kurz: CT-Komplexe) sind Elektronen-Donor-Akzeptor-Komplexe, welche durch Absorption von Licht in einen ladungsseparierten Zustand wechseln. Durch strahlende und strahlungslose Übergänge kehrt der CT-Komplex anschließend wieder in den Grundzustand zurück. Charge-Transfer-Komplexe können rein organische Komplexe oder Übergangsmetallkomplexe sein. Häufig haben sie eine intensive Färbung.
In wissenschaftlichen Publikationen werden CT-Komplexe auch mit Elektronen-Donor-Akzeptor-Komplexen gleichgesetzt. Strenggenommen ist die Definition für Charge-Transfer-Komplexe jedoch enger gefasst, Elektronen-Donor-Akzeptor-Komplex gilt als Oberbegriff.

## Charge-Transfer-Übergänge

### Metallkomplexe
CT-Komplexe sind häufig Komplexe mit metallischem Zentrum. Je nachdem zwischen welchen Teilen und in welcher Richtung die partielle Ladungsübertragung stattfindet, können verschiedene Übergänge unterschieden werden.

#### Übergang Ligand zu Metall
Bei diesen Verbindungen und Komplexen ist es möglich, dass ein Elektron des Anions oder Liganden auf das Metallatom übertragen wird. Werden die Orbitale betrachtet, so erfolgt der Übergang zwischen p-Orbitalen des Liganden und d- oder s-Orbitalen des Metalls. Dieser Übergang wird vor allem bei Verbindungen mit hochgeladenen Kationen gefunden. Typische Beispiele sind das Permanganat- und Chromat-Ion, bei dem ein Elektron des Sauerstoffs auf das Mangan- oder Chromatom übertragen wird. Ein weiteres Beispiel sind Thiocyanat-Komplexe des dreiwertigen Eisens, bei dem ein Elektron vom Thiocyanat-Ion auf das Eisen(III)-Ion übertragen wird.

#### Übergang Metall zu Ligand
Der Übergang von Metall zu Ligand ist das Umgekehrte zum Übergang Ligand-Metall, nun ist das Metall der Donor und der Ligand der Akzeptor. Der Übergang erfolgt nun von besetzten d-Orbitalen des Metalls in leere π*-Orbitale (antibindende π-Orbitale) des Liganden. Geeignete Liganden sind etwa Kohlenstoffmonoxid, Pyridin oder Pyrazol. Bei Bipyridin-Komplexen des zweiwertigen Eisens wird ein Elektron aus einem besetzten d-Niveau des Eisen(II)-Ions in das niedrig liegende unbesetzte π*-Orbital eines Bipyridin-Liganden übertragen.

#### Übergang Metall zu Metall
Ein Charge-Transfer-Übergang von einem Metall auf das andere ist in Verbindungen möglich, in denen ein Metall in verschiedenen Oxidationsstufen in einer Verbindung vorliegt. Ein typisches Beispiel ist Berliner Blau, bei dem Elektronen zwischen zwei- und dreiwertigen Eisenionen verschoben werden können.

#### Übergang Ligand zu Ligand
Hierbei können Elektronenübertragungen zwischen unterschiedlichen Liganden auftreten, die allerdings weniger häufig vorkommen als bei den bisher beschriebenen Charge-Transfer-Übergängen.

### Lösungsmittelkomplexe
Werden die Halogene Chlor, Brom, Iod oder manche organische Verbindungen in geeigneten Lösungsmitteln, häufig Benzol, Halogenkohlenwasserstoffe oder Pyridin gelöst, kommt es zu charakteristischen Farben. Diese werden durch instabile Lewis-Säure-Base-Komplexe verursacht, bei denen Elektronen vom Lösungsmittel auf die gelösten Moleküle übertragen werden. Da unterschiedliche Lösungsmittel unterschiedlich stark binden können, kommt es in verschiedenen Lösungsmitteln auch zu unterschiedlichen Farben. Dieses Phänomen wird auch als Solvatochromie bezeichnet.

## Farbigkeit
Wie die d-d-Übergänge liegen auch Charge-Transfer-Übergänge in der Regel im sichtbaren oder nahen ultravioletten Spektralbereich. Dies bedingt, dass viele Charge-Transfer-Komplexe farbig sind. Dabei sieht das Auge die Komplementärfarbe des absorbierten Lichtes. So erscheint das bei etwa 560 nm (grüner Spektralbereich) absorbierende Kaliumpermanganat charakteristisch violett.
Im Gegensatz zu anderen Übergängen ist der Charge-Transfer-Übergang quantenmechanisch erlaubt. Daher sind eine hohe Absorption und damit auch intensive Farben möglich.
Löst man Charge-Transfer-Komplexe in verschiedenen Lösungsmitteln, so kommt es zu Farbverschiebungen (Solvatochromie). Hierbei spielen unterschiedliche Wechselwirkungen, z. B. Dipol-Dipol-Kräfte, zwischen den Lösungsmittelmolekülen  und dem gelösten Komplex eine Rolle, die eine Verschiebung des Absorptionsmaximums von Licht zu längeren oder kürzeren Wellenlängen bewirken.

## Auswirkung
Die Farbe vieler Pigmente beruht auf Charge-Transfer-Übergängen. Wichtige Beispiele sind Cadmiumsulfid (gelb), Zinnober (rot), Bleichromat (gelb) oder Eisenoxidpigmente.